# 3648 Raffinetti
3648 Raffinetti este un asteroid din centura principală, descoperit pe 24 aprilie 1957.